# Brachistinae
Brachistinae (лат.) — подсемейство стебельчатобрюхих перепончатокрылых семейства браконид.

## Описание
Длина тела от 1,5 до 5,0 мм. Формула щупиков 6,4. Затылочный валик полный. Скапус короткий, широкий. Нотаули глубокие. Голова поперечная, тенториальные ямки крупные. Возвратная жилка антерофуркальная. Вторая радиомедиальная жилка отсутствует. Встречаются во всех зоогеографических областях.

## Экология
Эти наездники являются эндопаразитоидами личинок жуков.

## Систематика
Иногда рассматривается в качестве трибы Brachistini в составе Blacinae или как синоним Helconinae.
Фауна России включает около 100 видов, в Палеарктике около 220 видов, в мире — более 400 видов.
В составе подсемейства:
- Aspicolpus Wesmael, 1838 (или в Blacini, или Helconini в Helconinae)
- Aspigonus Wesmael, 1835 (или в Blacini, или Diospilini в Helconinae)
- Atree Ranjith & Achterberg & Priyadarsanan, 2022 (Diospilini)[6]
- Baeacis Förster, 1878
- Blacometeorus Tobias, 1976 (или в Blacini)
- Blacus Nees von Esenbeck, 1818 (или в Blacini)
- Brulleia Szépligeti, 1904 (или Brulleiini в Helconinae)[7]
- Dicyrtaspis (Brachistini)
- Diospilus Haliday, 1833 (или в Blacini, или Diospilini в Helconinae)
- Dyscoletes Westwood, 1840
- Eubazus Nees von Esenbeck, 1812[8] (Brachistini, или в Blacini)
  - = Aliolus Say, 1836
  - = Allodorus Foerster, 1862
  - = Brachistes Wesmael, 1835
  - = Calyptus Haliday, 1835
  - = Eubadizon Nees, 1834
- Foersteria Szépligeti, 1896 (или в Blacini)
- Nealiolus (Brachistini)
- Nipponocolpus Belokobylskij & Fujie, 2017
- Niteobrachis (Brachistini)
- Parabrulleia van Achterberg, 1983 (или Brulleiini в Helconinae)
- Schizoprymnus Förster, 1862 (Brachistini, или в Blacini)
- Taphaeus Wesmael, 1835 (или в Blacini, или Diospilini в Helconinae)
- Triaspis Haliday, 1838 (Brachistini, или в Blacini)
- Vadumasonium Kammerer, 2006 (или в Blacini)
- Xyeloblacus van Achterberg, 1997